# Nikolai Nikolajewitsch Nossow
Nikolai Nikolajewitsch Nossow (russisch Николай Николаевич Носов; * 10. Novemberjul. / 23. November 1908greg. in Kiew; † 26. Juli 1976 in Moskau) war ein sowjetischer Kinderbuchautor und Regisseur.

## Leben
Als Sohn eines Schauspielers geboren, besuchte er die Siebenklassenschule. Um die Familie zu ernähren, nahm er zunächst verschiedene Gelegenheitsarbeiten an. Mit 19 Jahren begann er an einem Kunstinstitut in Kiew Fotografie zu studieren, wechselte aber später zur Fakultät für Regie am Staatlichen Institut für Filmkunst in Moskau und schloss dort 1932 sein Studium ab. Anschließend arbeitete er etwa zwanzig Jahre lang als Regisseur.
In den Jahren des Zweiten Weltkrieges (des Großen Vaterländischen Krieges) wurde er mit dem Orden des Roten Sterns für eine Filmserie, die sich mit Kriegstechnik befasste, ausgezeichnet.
Sein literarisches Debüt hatte Nossow 1938 in der Kinderzeitschrift Mursilka (Мурзилка). Bekannt wurde er mit dem 1951 erschienenen Kinderbuch Витя Малеев в школе и дома (Ich war ein schlechter Schüler. [Witja Malejew in der Schule und zu Hause]), das 1954 unter dem Titel Два друга (Zwei Freunde) von Wiktor Eisymont verfilmt wurde.
International bekannt und beliebt wurde Nikolai Nossow mit seinen Kinderbüchern über den Knirpsen Nimmerklug und seine Freunde. Sie erschienen in mehreren Sprachen und sind auch heute noch bekannt.

## Publikationen
- Lustige Geschichten (Весёлая семейка, 1949) (deutsch 1952, Verlag Kultur und Fortschritt Berlin)
- Ich war ein schlechter Schüler (Витя Малеев в школе и дома, 1951) (deutsch 1953, Globus-Verl. Wien)
- Die Bienenfalle (Дневник Коли Синицына, 1950) (deutsch 1960, Kinderbuchverlag Berlin)
- Nimmerklug im Knirpsenland (Приключения Незнайки и его друзей, 1954) (deutsch 1956, Kinderbuchverlag Berlin)
- Nimmerklug in Sonnenstadt (Незнайка в Солнечном городе, 1958) (deutsch 1959, Kinderbuchverlag Berlin)
- Nimmerklugs Reise zum Mond (Незнайка на Луне, 1965) (deutsch 1968 nur auszugsweise erschienen)
- Rat-a-tat-tat!